# Axel Richter (1868–1933)
Axel Gottfrid Richter, född 24 juni 1868 i Malmö, död 7 april 1933, var en svensk industriman. Han var son till Axel Richter.
Richter blev delägare i Axel Richters Bryggeri AB i Malmö 1893, disponent vid Richters Bryggeri AB 1897, verkställande direktör där 1904. Han var vice verkställande direktör och vice ordförande i AB Malmö förenade bryggerier, ordförande i Svenska Handelsbankens avdelningskontors styrelse i Malmö och styrelseledamot i ett flertal bolag. Han var rumänsk konsul i Malmö 1902–1923. Richter är begravd på Sankt Pauli mellersta kyrkogård i Malmö.